# Arachnomura
Genre
Arachnomura est un genre d'araignées aranéomorphes de la famille des Salticidae.

## Distribution
Les espèces de ce genre se rencontrent au Brésil et en Argentine.

## Liste des espèces
Selon World Spider Catalog (version 18.5, 12/12/2017) :
- Arachnomura hieroglyphica Mello-Leitão, 1917
- Arachnomura querandi Bustamante & Ruiz, 2017

## Publication originale
- Mello-Leitão, 1917 : Aranhas novas ou pouco conhecidas de Thomisidas e Salticidas brasileiras. Arquivos da Escola Superior de Veterinária, vol. 1, p. 117-153.